# Mario Baraldi
Mario Baraldi (San Prospero sulla Secchia, 12 marzo 1912 – Modena, 3 dicembre 1998) è stato un calciatore italiano, di ruolo terzino.

## Carriera
Ha disputato 15 partite in Serie A con la maglia del Modena.